# Courtney Jones
Courtney John Lyndhurst Jones, OBE (30 de abril de 1933) é um ex-patinador artístico britânico. Jones competiu na dança no gelo. Com June Markham conquistou duas medalhas de ouro e uma de prata em campeonatos mundiais, e duas medalhas de ouro e umade prata em campeonatos europeus, e foram campeões duas vezes do campeonato nacional britânico. Com Doreen Denny conquistou duas medalhas de ouro em campeonatos mundiais, e três medalhas de ouro em campeonatos europeus, e foram campeões três vezes do campeonato nacional britânico.
Foi condecorado pela Ordem do Império Britânico em 1980 pelos seus serviços na patinação. Ele é membro do Conselho da União Internacional de Patinação.

## Principais resultados

### Com Doreen Denny
| Resultados                                            | Resultados      | Resultados      | Resultados      | Resultados    | Resultados    | Resultados    | Resultados    | Resultados    | Resultados    | Resultados    | Resultados    | Resultados    | Resultados    | Resultados    | Resultados    | Resultados    |
| Internacional                                         | Internacional   | Internacional   | Internacional   | Internacional | Internacional | Internacional | Internacional | Internacional | Internacional | Internacional | Internacional | Internacional | Internacional | Internacional | Internacional | Internacional |
| Evento/Temporada                                      | 1958– 1959      | 1959– 1960      | 1960– 1961      |               |               |               |               |               |               |               |               |               |               |               |               |               |
| ----------------------------------------------------- | --------------- | --------------- | --------------- | ------------- | ------------- | ------------- | ------------- | ------------- | ------------- | ------------- | ------------- | ------------- | ------------- | ------------- | ------------- | ------------- |
| Campeonato Mundial                                    | Medalha de ouro | Medalha de ouro |                 |               |               |               |               |               |               |               |               |               |               |               |               |               |
| Campeonato Europeu                                    | Medalha de ouro | Medalha de ouro | Medalha de ouro |               |               |               |               |               |               |               |               |               |               |               |               |               |
| Nacional                                              |                 |                 |                 |               |               |               |               |               |               |               |               |               |               |               |               |               |
| Campeonato Britânico                                  | Medalha de ouro | Medalha de ouro | Medalha de ouro |               |               |               |               |               |               |               |               |               |               |               |               |               |
|                                                       |                 |                 |                 |               |               |               |               |               |               |               |               |               |               |               |               |               |
| Legenda: Competição não foi disputada nesta temporada |                 |                 |                 |               |               |               |               |               |               |               |               |               |               |               |               |               |

### Com June Markham
| Resultados           | Resultados       | Resultados      | Resultados      | Resultados    | Resultados    | Resultados    | Resultados    | Resultados    | Resultados    | Resultados    | Resultados    | Resultados    | Resultados    | Resultados    | Resultados    | Resultados    |
| Internacional        | Internacional    | Internacional   | Internacional   | Internacional | Internacional | Internacional | Internacional | Internacional | Internacional | Internacional | Internacional | Internacional | Internacional | Internacional | Internacional | Internacional |
| Evento/Temporada     | 1955– 1956       | 1956– 1957      | 1957– 1958      |               |               |               |               |               |               |               |               |               |               |               |               |               |
| -------------------- | ---------------- | --------------- | --------------- | ------------- | ------------- | ------------- | ------------- | ------------- | ------------- | ------------- | ------------- | ------------- | ------------- | ------------- | ------------- | ------------- |
| Campeonato Mundial   | Medalha de prata | Medalha de ouro | Medalha de ouro |               |               |               |               |               |               |               |               |               |               |               |               |               |
| Campeonato Europeu   | Medalha de prata | Medalha de ouro | Medalha de ouro |               |               |               |               |               |               |               |               |               |               |               |               |               |
| Nacional             |                  |                 |                 |               |               |               |               |               |               |               |               |               |               |               |               |               |
| Campeonato Britânico |                  | Medalha de ouro | Medalha de ouro |               |               |               |               |               |               |               |               |               |               |               |               |               |